# Aratinga nana
Aratinga nana е вид птица от семейство Папагалови (Psittacidae).

## Разпространение
Видът е разпространен в горите на Ямайка, Мексико и Централна Америка. Внесен е в Доминиканската република.

## Описание
Този вид папагал достига на дължина до 21,5 – 24 см при тегло от 75 – 85 г. Има кафяво гърло. Очите са оранжеви при възрастните и кафяви при младите птици.